# Alopecurus
Alopecurus là một chi thực vật có hoa trong họ Hòa thảo (Poaceae).

## Loài
Chi Alopecurus gồm các loài: